# Víctor Pruneda Soriano
Víctor Pruneda Soriano (Ferrol, 1809-Terol, 1882) va ser un polític i periodista espanyol, d'ideologia republicana i diputat a Corts en el Sexenni Democràtic

## Biografia
Nascut en Ferrol l'1 de novembre de 1809, va ser fundador en la primera meitat de segle d' El Centinela de Aragón. Va mantenir amistat amb Venceslau Ayguals d'Izco. Home polític, va ser bandejat per les seves idees a les illes Canàries en 1845. Cap a 1854 era alcalde primer de Terol. En 1858 va fundar El órgano de Móstoles. D'ideologia republicana, va obtenir escó de diputat en les eleccions constituents de 1869 per Saragossa, i en les de 1871, per Terol; a més d'exercir com a governador civil de la província de Saragossa cap a 1873, durant la Primera República. Va ser col·laborador de La República Ibérica i redactor de La Igualdad en 1871. Va morir el 15 de julio de 1882 a Terol, va ser pare de l'escriptor aragonès, i també periodista, Pedro Pruneda Martín (1830-1869).

## Obres
- Un viaje a las islas Canarias (1848).
- Apuntes para la historia de Teruel (1877).
- Apuntes críticos y biográficos de turolenses célebres (1879).